# Zweifarben-Schleimfisch
Der Zweifarben-Schleimfisch (Ecsenius bicolor) kommt im tropischen Indopazifik von den Malediven, bis nach Mikronesien, nördlich bis zu den Ryūkyū-Inseln und südlich bis zum Great Barrier Reef vor. Er lebt in Lagunen und Korallenriffen mit Algen- und Korallenbestand in Tiefen von einem bis 25 Metern vor. Er ist einer der am häufigsten zu aquaristischen Zwecken importierten Schleimfische.

## Merkmale
Der Fisch wird maximal elf bis 13 Zentimeter lang und kommt in drei Farbformen vor. Bei der bekanntesten ist der Vorderkörper schiefergrau der Hinterkörper orangerot. Diese Morphe ahmt den mit langen Eckzähnen ausgestatteten Schleimfisch Enchelyurus flavipes nach (Bates’sche Mimikry). Bei einer weiteren Morphe zieht sich ein weißes Längsband in der Mitte entlang den Körperflanken. Oberhalb des Längsbandes erstreckt sich ein schwarzes Längsband, das auch unterbrochen sein kann, unterhalb des weißen sind die Fische grau. Orange ist nur der obere Schwanzflossenstiel und die mittleren Flossenstrahlen der Schwanzflosse. Die dritte Farbform ähnelt dem harmlosen Schwarzen Schleimfisch (Ecsenius namiyei) und ist völlig dunkel gefärbt.
Die lange, durchgehende Rückenflosse des Zweifarben-Schleimfischs wird von elf bis zwölf Hartstrahlen und 15 bis 18 Weichstrahlen gestützt, bei der Afterflosse sind es zwei Hartstrahlen und 17 bis 21 Weichstrahlen. Bei älteren männlichen Tieren sind die oberen und unteren Flossenstrahlen der Rückenflosse filamentartig ausgezogen.

## Lebensweise
Zweifarben-Schleimfisch sind revierbildend und untereinander sehr unverträglich, auch gegenüber Putzerlippfischen, die wohl zu sehr der längsgestreiften Morphe ähneln. Lediglich zur Fortpflanzung duldet ein Männchen die Anwesenheit eines Weibchens. Zweifarben-Schleimfische bewohnen enge, röhrenförmige Hohlräume in die sie mit dem Schwanz zuerst rückwärts hineinschwimmen und in denen sie die Nacht und sonstige Ruhezeiten verbringen. Sie ernähren sich vor allem von Mikroalgen und sehr kurzen Grünalgen, die sie mit ihrem kammartigen Zähnen von Steinen und abgestorbenen Korallen abschaben.

## Fortpflanzung
Zweifarben-Schleimfische laichen in den Wohnröhren der Männchen. Laichbereite Weibchen bekommen einen hellen Vorderkörper. Das Männchen versucht sie in seine Höhle zu locken, indem es immer wieder hineinschwimmt. Das Weibchen folgt nach einiger Zeit und legt seine Eier an den Wänden und der Höhlendecke. Ein Laichvorgang kann bis zu drei Stunden dauern. Währenddessen schwimmt das Männchen immer wieder in die Höhle um die Eier zu befruchten. Nach dem Ablaichen jagt das Männchen das Weibchen fort, kann aber noch mit weiteren Weibchen ablaichen. Von jedem Weibchen werden einige hundert Eier gelegt, die flach oval sind und eine Größe von 0,75 × 0,5 mm haben. Das Männchen betreibt Brutpflege, indem es dem Gelege frisches Wasser zufächelt. Fremde Fische werden aus der Umgebung der Höhle verjagt. Bei einer Wassertemperatur von 27 °C schlüpfen die Larven nach neun Tagen, bei 25 °C nach zwei Wochen. Sie sind dann 3,5 mm lang.